# Československá hokejová liga 1979/1980
37. ročník Československé hokejové ligy 1979/80 se hrál pod názvem I. liga.

## Herní systém
12 účastníků v jedné skupině, hrálo se čtyřkolově systémem každý s každým. Poslední mužstvo sestoupilo.

## Pořadí
| Poř. | Tým                        | Zápasy | Výhry | Remízy | Porážky | Skóre   | Body |
| ---- | -------------------------- | ------ | ----- | ------ | ------- | ------- | ---- |
| 1.   | TJ Poldi SONP Kladno       | 44     | 31    | 9      | 4       | 191:99  | 71   |
| 2.   | TJ Dukla Jihlava           | 44     | 31    | 5      | 8       | 185:113 | 67   |
| 3.   | TJ Slovan CHZJD Bratislava | 44     | 25    | 5      | 14      | 195:162 | 55   |
| 4.   | TJ Vítkovice               | 44     | 21    | 5      | 18      | 171:170 | 47   |
| 5.   | TJ Sparta ČKD Praha        | 44     | 17    | 8      | 19      | 131:145 | 42   |
| 6.   | TJ Dukla Trenčín           | 44     | 19    | 4      | 21      | 142:157 | 42   |
| 7.   | TJ VSŽ Košice              | 44     | 16    | 5      | 23      | 174:183 | 37   |
| 8.   | TJ Motor České Budějovice  | 44     | 14    | 8      | 22      | 155:175 | 36   |
| 9.   | TJ Škoda Plzeň             | 44     | 16    | 4      | 24      | 124:164 | 36   |
| 10.  | TJ Tesla Pardubice         | 44     | 15    | 5      | 24      | 163:175 | 35   |
| 11.  | TJ CHZ Litvínov            | 44     | 12    | 8      | 24      | 137:178 | 32   |
| 12.  | TJ Zetor Brno              | 44     | 11    | 6      | 27      | 133:180 | 28   |

## Nejlepší střelec
- Vincent Lukáč (VSŽ Košice) - 43 gólů[1]

## Zajímavosti
- O záchraně se rozhodovalo až ve 43. kole zápasem Zetor Brno - CHZ Litvínov 1:3.[1]

## Soupisky mužstev

### TJ Poldi SONP Kladno
Milan Kolísek (22/1,86/93,6/-/-),
Miroslav Krása (28/2,55/90,9/-/-) -
Bohumil Čermák (40/1/8/18),
Miloslav Hořava (41/5/11/34),
František Kaberle (42/1/11/26),
Jan Neliba (41/6/4/62),
Otakar Vejvoda (43/5/6/52),
František Větrovec (9/0/0/12),
Jaroslav Vinš (44/3/16/18) -
Lubomír Bauer (44/19/17/32),
Jiří Dudáček (41/18/13/6),
Milan Eberle (5/0/1/2),
Petr Fiala (39/11/5/14),
Miroslav Křiváček (33/16/9/28),
Zdeněk Müller (33/13/10/18),
Eduard Novák (27/11/11/26),
Jan Novotný (44/21/10/2),
Milan Nový (44/36/30/20),
Arnošt Reckziegel (5/1/0/0),
Milan Skrbek (11/1/1/6),
Václav Sýkora (44/20/18/25),
Milan Svoboda (4/0/1/0),
Alexander Vrňák (2/0/0/0),
Ladislav Vysušil (27/3/2/25) -
trenéři František Pospíšil, Vimmer

### TJ Dukla Jihlava
Jiří Králík (44/2,56/91,5/-/-),
Michal Orenič (1/3,00/-/-) -
Petr Adamík (43/3/6/36),
Karel Horáček (44/4/7/12),
Milan Chalupa (43/8/6/46),
Arnold Kadlec (43/7/12/40),
Miroslav Kořený (11/2/0/4),
Vladimír Kostka (41/1/5/42),
Jiří Režnár (-/-/-/-),
Radoslav Svoboda (37/6/8/30) -
Josef Augusta (35/10/6/13),
Karel Holý (44/14/13/30),
Jan Hrbatý (-/-/-/-)
Otta Klapka (42/7/7/18),
Jindřich Kokrment (44/17/17/30),
Miloš Kupec (44/11/7/6),
Josef Machala (13/3/0/2),
Antonín Micka (44/9/10/32),
Jindřich Micka (44/12/6/8),
Miloš Novák (35/12/9/40),
Miloš Říha (44/10/15/14),
Marián Šťastný (14/8/6/0),
Oldřich Válek (38/15/15/55),
František Výborný (44/18/10/6) -
trenéři Jaroslav Pitner a Stanislav Neveselý

### TJ Slovan CHZJD Bratislava
Pavol Norovský (29/3,64/-/-/-),
Marcel Sakáč (24/3,73/-/-/-) -
Jozef Bukovinský (40/8/9/6),
Ivan Černý (44/4/8/32),
Milan Kužela (41/2/6/28),
Róbert Pukalovič (31/2/1/14),
Ľubomír Roháčik (44/4/6/23),
Ľubomír Ujváry (44/2/7/18) -
Marián Bezák (39/13/16/31),
Jozef Danko (1/0/0/2),
Ján Jaško (43/18/13/42),
Jiří Kodet (13/0/1/0),
Eugen Krajčovič (4/0/0/0),
Miroslav Miklošovič (38/12/16/12),
Karol Morávek (28/8/6/7),
Dušan Pašek (40/18/1/22),
Ľubomír Pokovič (18/0/1/10),
Dárius Rusnák (42/16/14/40),
Anton Šťastný (40/30/26/33),
Marián Šťastný (22/20/15/22),
Peter Šťastný (41/26/24/58),
Dušan Žiška (42/11/13/22) -
trenér Ladislav Horský

### TJ Vítkovice
Luděk Brož (13/3,70/-/-/-),
Miroslav Linhart (2/15,0/-/-/-),
Jaromír Šindel (41/3,80/90,0/-/-) -
Karel Dvořák (44/1/6/16),
Milan Figala (30/0/4/34),
Ivan Horák (27/1/1/26),
Libor Kudela (4/0/0/0),
Jaroslav Lyčka (42/7/9/26),
Miroslav Majerník (14/0/0/8),
Milan Mokroš (39/0/4/46),
Pavel Stankovič (36/3/1/18) -
Pavel Adamec (1/0/0/0),
Libor Bulat (23/1/3/6),
František Černík (42/16/12/48),
Miroslav Fryčer (44/1/15/78),
Miloš Holaň (43/14/14/28),
Bohumil Kacíř (38/6/6/32),
Miloš Krayzel (8/1/0/6),
Radoslav Kuřidým (39/12/11/38),
Zbyněk Neuvirth (44/10/14/22),
Vladimír Stránský (41/12/6/26),
Ladislav Svozil (41/16/38/30),
Miroslav Venkrbec (32/4/0/12),
Jaroslav Vlk (44/19/30/85),
Josef Volek (27/3/0/4)

### TJ Sparta ČKD Praha
Jiří Červený (20/-/-/-),
Miroslav Termer (30/3,25/93,2/-) -
Jiří Bubla (14/1/6/10),
Stanislav Hajdušek (44/4/6/54),
Zdeněk Hňup (36/2/2/12),
Miroslav Kuneš (44/3/1/42),
Karel Pavlík (24/2/0/8),
Ervín Tatek (21/0/0/2),
František Tikal (28/0/4/14),
Vladislav Vlček (43/8/5/32),
Jan Zajíček (31/3/5/24) -
Václav Baštář (7/1/0/4),
Václav Honc (39/3/9/12),
Jiří Hrdina (44/7/7/24),
Peter Ihnačák (44/22/12/18),
Jiří Jána (42/9/4/40),
Tomáš Jelínek (7/0/1/6),
Miroslav Kasík (31/2/3/10),
Milan Kosejk (12/1/0/4),
Jaroslav Mec (20/4/3/12),
Karel Najman (40/3/8/8),
Tomáš Netík (42/24/8/29),
Jiří Nikl (35/11/3/38),
Luboš Pěnička (41/7/8/25),
Jiří Titz (10/1/3/14),
Ján Vodila (41/14/11/26),

### TJ Dukla Trenčín
Ján Herczeg (5/3,27/-/-/-),
Ivan Kouřil (2/6,00/-/-/-),
Karel Lang (42/3,51/89,6/-/-) -
Ernest Bokroš (28/1/1/18),
Jozef Franc (29/2/1/27),
František Hossa (44/11/16/24),
Ján Lojda (29/2/3/24),
Lubomír Oslizlo (44/6/7/68),
Antonín Plánovský (44/2/2/36),
Marián Repaský (37/2/3/32),
Vladimír Urban (13/0/0/10) -
František Černý (38/12/13/30),
Milan Hovorka (7/1/0/6),
Jaroslav Hübl (31/5/9/25),
Josef Klíma (7/1/1/6),
Jiří Kopecký (44/13/3/8),
Jaroslav Korbela (37/9/3/48),
Milan Mažgut (27/0/0/8),
Jiří Otoupalík (17/3/3/12),
Luděk Pelc (18/2/3/0),
Július Penzeš (6/2/1/2),
Alexandr Prát (37/7/6/36),
Pavel Richter (44/16/16/26),
Viliam Růžička (4/0/1/4),
Bohumil Salajka (40/22/7/30),
Jaroslav Santarius (7/0/0/0),
Vlastimil Vajčner (42/11/14/27),
Vladimír Vůjtek (44/12/13/0)

### TJ VSŽ Košice
Pavol Svitana (38/4,21/-/-),
Pavol Švárny (13/3,90-/-/-) -
Juraj Bakoš (28/0/0/14),
Vladimír Bezdíček (39/3/7/14),
Marián Brúsil (40/8/0/18),
Zdeněk Moučka (37/3/3/6),
Peter Slanina (37/6/5/26),
Vladimír Šandrik (38/5/4/22),
Ján Šterbák (44/6/10/44) -
Jaroslav Barochovský (-/-/-/-),
Bedřich Brunclík (34/5/18/39), 
Karel Čapek (43/10/8/22),
Ján Faith (44/15/23/63),
Peter Filipovič (2/0/0/0),
Ján Hromjak (2/0/1/0),
Milan Jančuška (32/7/2/28),
Dušan Kapusta (1/1/0/2),
Vladimír Kocián (42/17/18/62),
Igor Liba (42/16/10/16),
Dušan Ludma (24/4/4/10),
Jozef Lukáč (34/11/14/28),
Vincent Lukáč (41/43/21/36),
Alojz Meluš (36/8/10/36),
Štefan Onofrej (20/2/3/0)

### TJ Motor České Budějovice
Jaroslav Jágr (20/4,71/-/-/-),
Vladimír Plánička (35/3,53/89,4/-/-) -
Miroslav Dvořák (44/7/17/27),
František Joun (44/2/19/31),
Jaroslav Kočer (22/1/0/16),
Ladislav Kolda (27/1/2/20),
Josef Květoň (26/3/3/26),
Josef Novák (34/4/2/18),
Rudolf Suchánek (1/0/0/0), 
Josef Vondráček (37/1/0/8) -
Josef Anderle (39/4/4/10),
Vladimír Caldr (44/17/8/22),
František Čech (40/11/5/8),
Miloš Edelman (5/0/0/2),
Jan Klabouch (44/11/5/12),
Václav Kobliška (23/2/0/15),
Jiří Kolár (16/1/1/14),
Milan Král (19/3/1/4),
Norbert Král (43/11/20/19),
Jaroslav Korbela (4/0/1/14),
Jiří Lála (42/22/18/16),
Jaroslav Liška 12/1/1/2),
Václav Mařík (40/12/30/24),
Radim Pařízek (1/0/0/0),
Jaroslav Pouzar (44/40/23/48), 
Michal Vondrka (22/2/4/2)

### TJ Škoda Plzeň
Petr Brokeš (3/3,80/-/-),
Čestmír Fous (31/3,90/90,0/-),
Jiří Svoboda (20/3,40/-/-) -
Vladimír Baďouček (2/0/0/2),
Vladimír Bednář (39/1/3/28),
Vítězslav Ďuriš (23/4/3/40),
Milan Kajkl (39/6/11/26),
Jiří Neubauer (29/1/1/29),
Miloslav Pecka (14/0/1/4),
Jaroslav Rosický (38/3/2/26),
Pavel Setíkovský (37/0/3/24),
Jaroslav Špiler (33/0/1/12) -
František Černý (5/1/0/6),
Bohuslav Ebermann (38/14/16/33),
Jaroslav Hauer (11/1/0/2),
Jaroslav Hraběta (17/1/1/14),
Pavel Huml (43/19/0/30),
Miroslav Klapáč (30/9/4/20),
Milan Kraft (44/15/14/24),
Jaroslav Linhart (27/3/0/10),
Josef Metlička (18/1/1/0),
Zdeněk Pata (41/6/7/26),
Milan Razým (22/4/2/2),
Petr Setíkovský (21/3/3/2),
Zdeněk Schejbal (34/7/5/-),
Ladislav Skřivan (15/0/1/0),
Josef Táflík (34/6/5/12),
Vladimír Vimr (40/7/7/32),
Petr Vrabec (42/11/8/14)

### TJ Tesla Pardubice
Josef Dušek (7/-/-/-),
Juraj Hamko (-/-/-/-),
Ivan Šenk (22/-/-/-) -
René Andrejs (1/0/0/2),
Milan Klement (27/2/4/14),
Josef Konyarik (17/0/1/12),
Jan Levinský (44/6/11/38),
Pavel Nešťák (41/0/2/36),
Pavel Novotný (42/3/4/62),
Jiří Seidl (43/5/5/48),
Horymír Sekera (36/2/4/32),
Pavel Skalický (26/2/2/8) -
Miroslav Bažant (28/6/4/2),
Pavel Beránek (3/0/0/2),
Ladislav Dinis (35/6/8/12),
Václav Haňka (30/10/4/10),
Milan Koďousek (43/13/9/18),
Vladimír Martinec (39/21/22/26),
Evžen Musil (7/1/2/2),
Jiří Novák (35/27/20/19),
Josef Paleček (43/8/6/16),
Josef Slavík (37/9/7/32),
Jiří Šejba (12/5/4/4),
Bohuslav Šťastný (43/19/11/26), 
Milan Topol (25/3/3/16), 
Vladimír Veith (39/8/10/24), 
Jan Velinský (16/1/2/2)

### TJ CHZ Litvínov
Jan Hrabák (18/4,29/-/-),
Miroslav Kapoun (36/3,85/89,3/-) -
Jiří Bubla (17/5/11/8),
Zdeněk Chuchel (37/1/5/20),
Jordan Karagavrilidis (40/6/4/26),
Jiří Koláček (1/0/0/0),
Jindřich Korph (30/1/1/6),
Vladimír Macholda (44/4/13/26),
Milan Prinich (27/0/0/14),
Miroslav Rykl (37/2/2/44),
Jan Vopat (40/2/5/34) - 
Ivan Hlinka (33/14/16/8),
Jaroslav Hübl (5/0/2/6),
Josef Chabroň (43/20/10/8),
František Kalivoda (34/2/8/20),
Čestmír Kodrle (32/11/5/24),
Vladimír Kýhos (44/16/26/50),
Petr Opačitý (23/7/2/8),
Vladimír Růžička (9/1/1/0),
Karel Svoboda (31/0/2/6),
Jan Tábor (3/1/0/0),
Miloš Tarant (44/21/8/26),
Josef Ulrych (42/17/8/2),
Ondřej Weissmann (37/2/2/20),
Zdeněk Zíma (37/2/2/18)

### Zetor Brno
František Jelínek (6/4,50/-/-/-),
Jaroslav Radvanovský (32/3,72/-/-/-),
Petr Ševela (18/4,46/-/-) –
Ctirad Fiala (44/2/5/64),
Lubomír Hrstka (44/5/14/46),
Vladimír Jokl (7/0/0/6),
Pavel Pazourek (43/3/2/14),
Radek Radvan (34/1/3/20),
Vladimír Vašíček (38/0/2/14),
Otto Železný (42/4/2/20) –
Zdeněk Balabán (35/5/8/2),
Rostislav Čada (12/1/1/4),
Svatopluk Číhal (44/20/6/40),
Tomáš Dolák (42/2/5/22),
Libor Havlíček (43/17/22/24),
Pavel Hofírek (4/0/0/2),
Miloš Jelínek (35/7/5/16),
Luboš Kšica (24/1/4/8),
Vladimír Kunc (38/8/5/22),
Zdeněk Mráz (42/16/13/12),
Karel Nekola (44/27/12/35),
Jiří Šetek (30/7/4/16),
Luděk Vojáček (41/7/5/46) –
trenér Jozef Golonka, asistent Vladimír Kříž
Poznámky:
- údaje v závorce za jménem (počet utkání/góly/asistence/trestné minuty), u brankářů (počet utkání/průměr na zápas/procento úspěšnosti|vychytané nuly)

## Kvalifikace o I. ligu
- TJ Gottwaldov - Spartak Dubnica nad Váhom 3:1 (2:3, 3:1, 4:2, 7:3)

## Rozhodčí

### Hlavní
- Jiří Adam
- Alexander Aubrecht
- Milan Barnet
- Jan Budinský
- Josef Furmánek
- Stanislav Gottwald
- Milan Jirka
- Libor Jursa
- Bohumil Kolář
- Juraj Okoličány
- Aleš Pražák
- Karel Říha
- Vladimír Šubrt
- Vilém Turek

### Čároví
- Jiří Šrom -  Ivan Koval
- Jiří Brunclík -  Václav Les
- Slavomír Caban -   Jozef Kriška
- František Duba -   Jan Šimák
- Vlastislav Horák -   František Němec
- Luděk Exner -  Karel Sládeček
- Jiří Lípa -  Miroslav Průcha
- Ján Macho -   František Martinko
- Ján Mikušík -   Jozef Nemec
- Mojmír Šatava -  Vítězslav Vala
- Zdeněk Bouška -  Jindřich Simandl
- Jozef Vrábel -   Ivan Šutka
- Milan Mišura -   Drahoš Vyšný